# マックス・タイラー
マックス・タイラー（Max Theiler、1899年1月30日 - 1972年8月11日）は、南アフリカ共和国のウイルス学者で、黄熱ワクチンの開発により、1951年度のノーベル生理学・医学賞を受賞した。

## 略歴
アフリカ南部、トランスヴァール共和国のプレトリアに生まれる。父親は獣医学者のアーノルド・タイラーで、スイス人である。マックスはプレトリア男子高校、ローズ大学を経て、1918年にケープタウン大学医学部を卒業し、さらに研究を続けるため南アフリカを離れロンドンに移った。
1922年、彼は熱帯医学、衛生学をキングス・カレッジ・ロンドンとロンドン大学衛生熱帯医学大学院にて修めて卒業し、ロンドンの王立内科医大学と王立外科医大学の修士となった。さらに研究を進めるため、タイラーはハーバード大学熱帯医学部の教職員となり、アメーバ性赤痢の研究や鼠咬症のワクチンの開発を行った。彼はアンドリュー・セラーズの助手となり黄熱の研究を始めた。1926年、彼らは黄熱の原因はLeptospira icteroidesという細菌が原因であるとする野口英世らの説に異を唱えた。黄熱の原因がウイルスによるものであるとはっきりした翌年である1928年、アフリカや南アメリカのウイルスはエイドリアン・ストークスがインドのアカゲザルから単離したものと較べ、免疫学的に独特のものであることを示した。この研究の過程でタイラー自身も黄熱に罹ったが、生還し、免疫も獲得した。
1930年、タイラーはニューヨークのロックフェラー財団に移り、後にウイルス研究所の責任者となって最後までここで過ごした。タイラーは、弱毒化した黄熱ウイルスがアカゲザルに免疫を与えていることを発見した。そこでタイラーは、黄熱のワクチンを開発できた。1937年には、共同研究者のヒュー・スミスとの連名で論文を発表した。17-Dワクチンを開発したと公表したのは、西アフリカ由来で毒性の強いAsibi株が100以上の株に分化した後の1937年になってからだった。1940年から1947年にかけてロックフェラー財団は2800万以上のワクチンを作り、黄熱は恐ろしい病ではなくなった。この業績によって、タイラーは1951年度のノーベル生理学・医学賞を受賞した。
彼はアメリカ合衆国に帰化することなく、1972年にコネチカット州ニューヘイブンで亡くなった。

## 家族
1928年にリリアン・グラハムと結婚し、娘が1人いる。

## 賞歴
- Chalmer’s Medal（Royal Society of Tropical Medicine and Hygiene、ロンドン、1939年)[1]
- Flattery Medal（ハーバード大学、1945年）[1]
- ラスカー賞（1949年）[1]
- ノーベル生理学・医学賞（1951年）